# Stelis azuayensis
Stelis azuayensis är en orkidéart som beskrevs av Carlyle August Luer. Stelis azuayensis ingår i släktet Stelis och familjen orkidéer. Inga underarter finns listade i Catalogue of Life.